# William Ferris
William Ferris (* 26. Februar 1937 in Chicago, Illinois; † 16. Mai 2000 ebenda) war ein US-amerikanischer Komponist, Organist und Chorleiter.
Ferris studierte in Chicago Komposition bei Alexander Tscherepnin und besuchte von 1955 bis 1960 die Musikschule der DePaul University. Daneben nahm er von 1957 bis 1962 Privatunterricht bei Leo Sowerby. Weitere Lehrer waren Paul Stassevitch, James Welch und Arthur Becker.
Von 1965 bis 1958 sowie von 1962 bis 1964 war Ferris Organist der Holy Name Cathedral in Chicago. An der Sacred Heart Cathedral in Rochester, New York, wirkte er von 1966 bis 1971 als musikalischer Leiter. 1971 gründete er mit John Vorrasi den William Ferris Chorale, einen auf die Aufführung von Werken der Renaissance und des 20. Jahrhunderts spezialisierten Chor. Ab 1973 unterrichtete er am American Conservatory of Music in Chicago.
Ferris’ Werkverzeichnis umfasst mehr als 500 Kompositionen, darunter neben zahlreichen kirchenmusikalischen Werken auch drei Opern, Orchester- und Kammermusik und Lieder. Bekannt wurde Corridors of Light nach dem Gedicht The Truly Great von Stephen Spender. Snowcarols für Solisten, Chor und Kammerensemble wurde 1980 für einen Pulitzer-Preis nominiert.